# S.S. Robur Siena
Associazione Calcio Siena er en italiensk fodboldklub fra byen Siena i Toscana. Den blev grundlagt i 1904 og spiller sine hjemmekampe på Stadio Artemio Franchi.
Klubben spiller på nuværende tidspunkt i den næstbedste italienske fodboldrække, Serie B.